# Enea Noseda
Enea Noseda (Varese, 2 settembre 1868 – Milano, 22 marzo 1947) è stato un politico italiano, Senatore del Regno d'Italia.
Faceva parte del PNF e per circa 8 anni, dal 1931 al 1939, fu Senatore del Regno.